# Shodashi

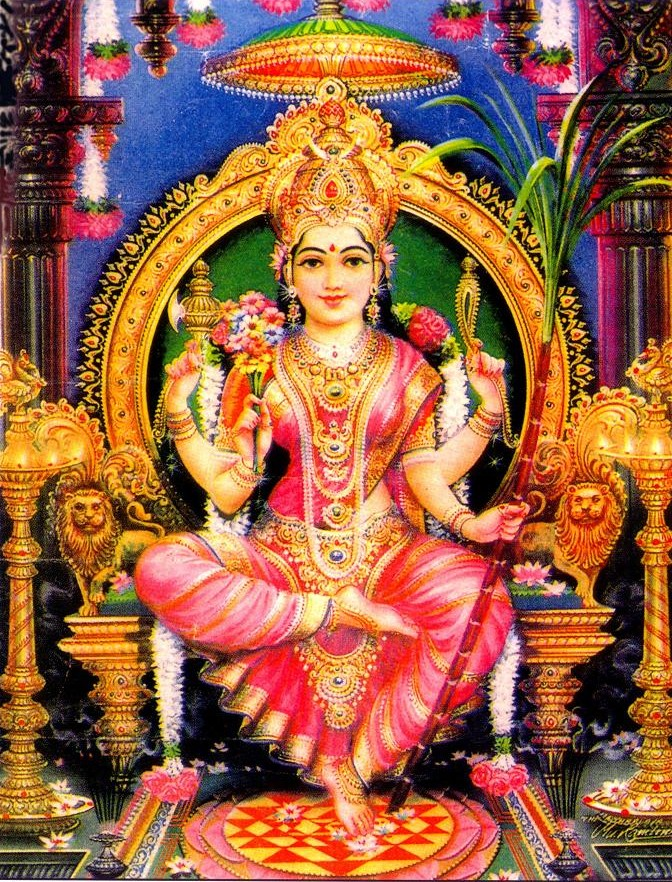
Déesse Shodashi sous son aspect Tripurasundari

Shodashi (sanskrit IAST : Ṣoḍaśī), aussi appelée Rājarājeśvarī, est une jeune déesse de l'hindouisme qui est un aspect farouche de Durgā et qui fait partie des Dasha Mahavidya : les dix déesses qui représentent la sagesse dans la mythologie hindoue. Son aspect bienfaisant se manifeste sous la forme de la déesse Tripurasundarī.